# Lycksele IF
Lycksele IF ist ein schwedischer Fußballverein aus Lycksele in der Provinz Västerbottens län. Die Mannschaft spielte mehrere Jahre in der zweiten Liga und erreichte 1956 die Aufstiegsrunde zur Allsvenskan, tritt derzeit aber nur noch im unterklassigen Ligenbereich an.

## Geschichte
Lycksele IF wurde 1914 gegründet. 1922 nahm die Fußballmannschaft erstmals am Ligabetrieb teil, spielte aber zunächst nur im regionalen Ligabereich. 1941 gelang der Aufstieg in die drittklassige Division 3, die seinerzeit für nordschwedische Mannschaften die höchste Liga war. Hier gelangen teilweise vordere Platzierungen und als Nordschweden in der Spielzeit 1952/53 in das schwedische Ligasystem integriert wurde, schaffte die Mannschaft mit dem Staffelsieg den Aufstieg in die Zweitklassigkeit.
In der ersten Zweitligasaison konnte sich Lycksele IF direkt in den Aufstiegskampf zur Allsvenskan einmischen und erreichte hinter Sandvikens AIK und Ljusne AIK den dritten Tabellenrang. Nach einem zweiten Platz in der folgenden Spielzeit erreichte der Klub als Staffelsieger der Division 2 Norrland die Aufstiegsrunde zur schwedischen Eliteserie. Dort scheiterte die Mannschaft jedoch an GAIS, im Rückspiel wurde man mit einer 0:8-Niederlage geradezu deklassiert.
In den folgenden Jahren konnte Lycksele IF nicht mehr an die Erfolge anknüpfen und platzierte sich im Mittelfeld der Tabelle. Anfang der 1960er spielte die Mannschaft sogar gegen den Abstieg. 1962 kehrte der Klub wieder in das Rennen um den Aufstieg zurück, musste aber letztlich IFK Holmsund mit einem Punkt Rückstand den Vortritt zur Aufstiegsrunde lassen. Nach drei weiteren Jahren im Mittelfeld der Liga holte die Mannschaft in der Spielzeit 1966 nur elf Punkte und verpasste mit zwei Punkten Rückstand auf Domsjö IF den Klassenerhalt.
Als Tabellensiebter verpasste Lycksele IF die direkte Rückkehr in die Zweitklassigkeit deutlich. Allerdings gelang im folgenden Jahr die Vizemeisterschaft und 1969 als Staffelsieger und anschließend Zweiter hinter Essviks AIF in der Aufstiegsrunde der Wiederaufstieg. In der zweiten Liga ging es gegen den Abstieg, der im ersten Jahr als Achter noch vermieden werden konnte, ein Jahr später aber als Zehnter jedoch hingenommen werden musste.
1974 wurde Lycksele IF sogar in die Viertklassigkeit durchgereicht. Nach dem direkten Wiederaufstieg verpasste die Mannschaft als Zweiter hinter Domsjö IF nur knapp den Durchmarsch in die zweite Liga. In der folgenden Spielzeit gelang der Staffelsieg und durch einen zweiten Platz hinter IF Brommapojkarna in der Aufstiegsrunde wurde der Wiederaufstieg in die zweite Liga bewerkstelligt. Allerdings erfolgte als abgeschlagener Tabellenletzter der direkte Wiederabstieg. 1979 erfolgte der abermalige Absturz in die Viertklassigkeit und in den folgenden Jahren pendelte die Mannschaft im Jahresrhythmus zwischen drittem und viertem Spielniveau. Erst 1985 gelang dem Klub der Klassenerhalt in der dritten Liga. Im folgenden Jahr belegte man nur den letzten Tabellenrang. Daher fiel der Verein einer Ligareform zum Opfer und kam in die fünftklassige Division 4.
In den folgenden Jahren spielte Lycksele IF nur noch unterklassig. 1994 wurde ohne Punktgewinn in der Aufstiegsrunde die Rückkehr in die vierte Liga verpasst. Nachdem die Mannschaft zeitweilig nur noch sechstklassig gespielt hatte, gelang ihr 2005 die Rückkehr in die fünftklassige Division 4 Västerbotten Norra. Dort war die Mannschaft als Tabellenfünfter abermals Opfer einer Ligareform und war wieder nur sechstklassig. Als Tabellenerster schaffte der Klub die direkte Rückkehr. Im ersten Jahr schaffte er mit zwei Punkten Vorsprung auf die Abstiegsplätze den Klassenerhalt, stieg jedoch 2008 erneut ab. Ende 2013 und 2017 wurde die Mannschaft erneut Staffelsieger, stieg aber jeweils direkt wieder ab. 2019 folgte dem Abstieg jedoch der direkte Wiederaufstieg in die Fünftklassigkeit.